# Hypseochloa matengoensis
Espèce
Hypseochloa matengoensis  est une espèce de plantes à fleurs monocotylédones de la famille des Poaceae, sous-famille des Pooideae, endémique de Tanzanie.